# La lama nel pugno
La lama nel pugno o La lama nel pugno ovvero: I puritani (The Fighting Blade) è un film muto del 1923 diretto da John S. Robertson. La sceneggiatura di Josephine Lovett si basa sull'omonimo romanzo di Beulah Marie Dix pubblicato a New York nel 1912.

## Trama
Karl Van Kerstenbroock, un famoso soldato di ventura fiammingo, per vendicare la sorella morta, sfida a duello l'inglese Basil Dormer, uccidendolo. Van Kerstenbroock, a sua volta, viene sfidato da Watt Musgrove, un amico di Dormer, un leale monarchico. Per salvare il fratello, Thomsine Musgrove, travestita da ragazzo, si presenta a Van Kerstenbroock per implorarlo di cancellare lo scontro. Mentre sta per essere arrestato dai monarchici, il fiammingo riesce a fuggire, andando a finire nelle mani di Cromwell che lo manda a combattere contro il re. Agendo come spia, Van Kerstenbroock si reca a Staversham, la residenza del padre del visconte Carisford, il fidanzato di Thomsine. Questa lo salva, nascondendolo nella sua stanza, quando lui si trova in pericolo e poi lo aiuta a fuggire. Alla testa di un battaglione, Van Kerstenbroock guida i suoi contro il re, facendogli perdere il trono. Poi va a liberare Thomsine.

## Produzione
Il film fu prodotto dalla Inspiration Company.

## Distribuzione
Il copyright del film, richiesto dalla Inspiration Pictures, fu registrato il 25 settembre 1923 con il numero LP19446.
Distribuito dalla Associated First National Pictures e presentato da Charles H. Duell, il film uscì nelle sale cinematografiche degli Stati Uniti il 10 settembre 1923. In Finlandia, il film fu distribuito il 3 novembre 1924; in Danimarca prese il titolo Manden uden Frygt, in Svezia quello di Riddaren utan fruktan. In Italia, distribuito dalla First National nel 1925, ottenne il visto di censura numero 20314.
Copia completa della pellicola si trova conservata negli archivi di Los Angeles dell'UCLA e in quelli del Museum of Modern Art di New York.